# The Good Witch's Destiny - Il destino di Cassie
The Good Witch's Destiny - Il destino di Cassie (The Good Witch's Destiny) è un film TV del 2013 diretto da Craig Price.
Il film è il seguito di The Good Witch's Charm - L'incantesimo di Cassie e il sesto capitolo del media franchise The Good Witch.

## Trama
Tutto ciò che Cassie Russell desidera per il suo compleanno è che la sua famiglia e i suoi amici stiano insieme. Mentre suo marito Jake suggerisce una cena intima in un ristorante di lusso nella loro città natale di Middleton, Cassie preferisce fare una festa alla Grey House, con tutti i suoi cari presenti. Mentre il giorno speciale di Cassie si avvicina, la sua figliastra Lori scopre inquietanti parallelismi tra Cassie e la prozia di Cassie, soprannominata la Signora Grigia, che è scomparsa anni prima alla sua festa di compleanno. Con i segni di una maledizione che incombe su di lei, è chiaro che Cassie ha bisogno di evocare più di un po' 'di magia per rimettere le cose a posto.

## Distribuzione
Il film è stato trasmesso in Canada su Hallmark Channel il 26 ottobre 2013; in Italia è stato trasmesso su Rai 2 il 3 gennaio 2014.